# Andrew Kippis
Andrew Kippis (28 mars 1725-8 octobre 1795) est un ecclésiastique et biographe anglais non-conformiste.

## Biographie
Fils de Robert Kippis, bonnetier de soie, il est né à Nottingham. Après avoir fréquenté la Carre's Grammar School de Sleaford, Lincolnshire, il passe à l'âge de seize ans à la Dissenting Academy de Northampton, dont le Dr Philip Doddridge est alors président. En 1746, Kippis devient ministre d'une église à Boston et en 1750, il s'installe à Dorking, Surrey ; et en 1753, il devient pasteur d'une congrégation presbytérienne à Westminster, où il reste jusqu'à sa mort.
Kippis prend une part importante dans les affaires de son église. De 1763 à 1784, il est professeur classique et philologique à l'académie du Coward Trust  à Hoxton, puis au New College à Hackney. En 1778, il est élu membre de l'Antiquarian Society et membre de la Royal Society en 1779.

## Travaux

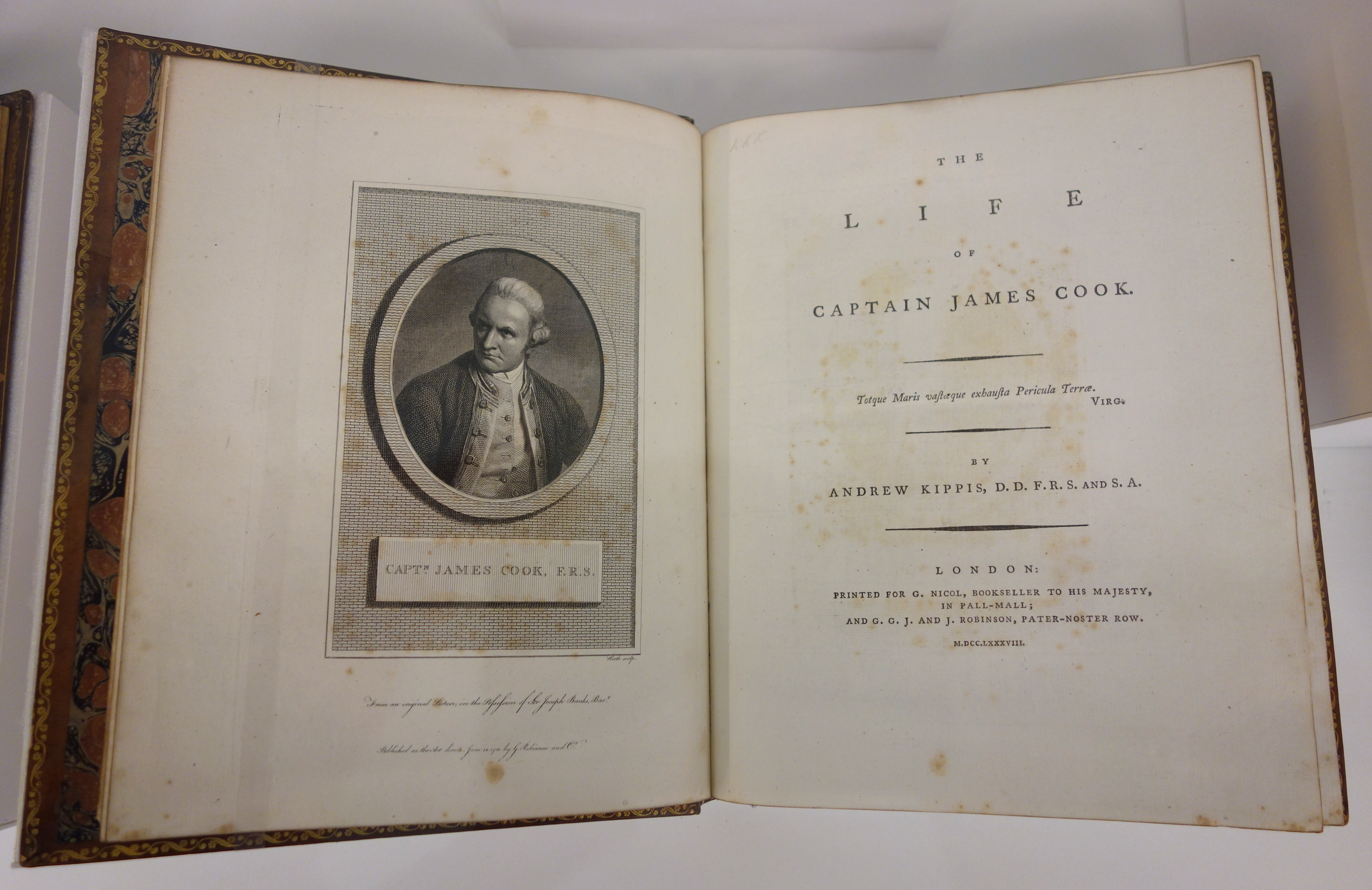
La vie du capitaine James Cook, Londres, 1788

Kippis est un écrivain productif. Il contribue largement à The Gentleman's Magazine, The Monthly Review et The Library ; et il établit le nouveau registre annuel. Il publie des sermons et des brochures ; et il écrit une biographie en préface aux Travaux de Nathaniel Lardner (1788). Il écrit une vie en préface à l'Exposition du Nouveau Testament de Philip Doddridge (1792). Son œuvre majeure est son édition de la Biographia Britannica ; il ne peut que publier cinq volumes avant sa mort (folio, 1778-1793) . Dans ce travail, il reçoit l'aide de Joseph Towers (en), ministre de Newington Green Unitarian Church.
L'une des œuvres de Kippis est Cook's Voyages qui est publiée pour la première fois à Londres en 1788  et comprend une lettre de Kippis à George III du Royaume-Uni datée du 13 juin 1788. Le livre contient des récits des trois voyages - 1768-1771, 1772-1775 et 1776-1779 - ainsi qu'un récit du caractère de James Cook, les effets de ses voyages et un commentaire sur ses services.